# Sergej Baranov
Sergej Baranov (* 25. listopadu 1974 Tambov, Rusko) je pravoslavný duchovní, bývalý jáhen Ruské pravoslavné církve Moskevského patriarchátu, právník, lidskoprávní aktivista. Duchovní Baranov je považován za reprezentanta liberálního křídla pravoslavné církve.

## Biografie
Narodil se v Tambově na jihovýchodě evropské části Ruska. Sergej Baranov od dětství rád navštěvoval chrám Pokrovu přesvaté Bohorodice v Tambově, ve kterém také ministroval. V roce 1994 dokončil Tambovský duchovní seminář a pokračoval ve studiu teologie na Duchovní akademii v Kyjevě.
Jáhenské svěcení mu udělil 19. prosince 1994 Mons. Evžen Ždan, arcibiskup tambovský a mičurinský, v chrámě Všech trpících potěšení při klášteře Vzestoupení Pána v Tambově. Po jáhenském svěcení sloužil jako jáhen v chrámech tambovské eparchie.
V roce 1999 jáhenu Baranovovi bylo místním biskupem zakázáno vykonávat bohoslužby. Podle oficiální verze – důvodem zákazu byl rouhavý postoj k biskupskému oblečení; neoficiální důvod – skandální prohlášení v eparchiální radě, kdy jáhen Baranov usvědčil zpovědníka tambovské eparchie Nikolaje Zasypkina ze spolupráce s KGB a podle názoru diákona Baranova je neslučitelné, aby zpovědník spolupracoval s FSB. Důvodem pronásledování diákona Baranova mohlo ale také být jeho odmítnutí spolupracovat s tajnou policií FSB, když jako učitel na Tambovské lékařské akademii v roce 1996 odmítl dát svým studentům „kontrolní testy“, jak to žádala tajná policie, aby zjistila existenci neformálních náboženských sdružení v určitých okresech Tambovské oblasti.
V roce 2003 byl rozhodnutím Eparchiální rady pod vedením biskupa tambovského a mičurinského Feodosije Sergeji Baranovovi zrušen zákaz kněžství a bylo mu vydáno osvědčení s povolením vykonávat jáhenskou službu a právo přechodu do jiné eparchie. Jedinou podmínkou pro vydání takového příznivého rozhodnutí Eparchiální rady bylo využití tohoto práva, tedy požadavek opustit tambovskou eparchii.
V letech 1995–1999 jáhen Baranov přednášel na tambovském teologickém učilišti dogmatickou teologii, liturgiku a církevní právo. V letech 2007–2011 působil Baranov jako učitel dogmatické teologie a liturgiky na urjupinském teologickém učilišti.
V roce 2012 ukončil s vyznamenáním studium na Právnické fakultě Tambovské státní univerzity G. R. Děržavina, při kterém absolvoval civilněprávní a trestněprávní stáž u Krajského soudu v Tambově.

### Otevřený dopis na podporu skupiny Pussy Riot
Dne 21. února 2012 pět členek skupiny Pussy Riot vešlo do moskevské katedrály Krista Spasitele a před ikonostasem začaly zpívat text písně „Bohorodičko, vyžeň Putina“, která kritizuje ruského prezidenta Vladimira Putina a zostuzuje ruského patriarchu Kirilla a další duchovní.
Politickou akci skupiny Pussy Riot v chrámu Krista Spasitele je možné vnímat jako protest, který měl za cíl poukázat na základní problémy ve vztahu státu a církve. Text „punkové modlitby“ upozorňuje na skutečnost propojení mezi státem a církví, kdy církev je včleněna do mocenských struktur státu, a také na fakt, že velká část ruských elit, které k moci přivedl Vladimir Putin, je tvořena důstojníky bývalé tajné služby KGB, jejímiž agenty byli i mnozí z hierarchů ruské pravoslavné církve, včetně samotného patriarchy Kirilla.
Dne 17. srpna 2012 členky protestní skupiny Pussy Riot byly moskevským soudem shledány vinnými ze spáchání výtržnictví v pravoslavném chrámu a odsouzeny k dvěma letům vězení. Zdůvodnění rozsudku se mimo jiné odvolává na „urážku Boha“, což podle některých názorů vykazuje znaky inkvizice.
Dne 18. srpna 2012 jáhen Sergej Baranov jako výraz nesouhlasu s rozsudkem nad Pussy Riot publikoval otevřený dopis patriarchovi Kirillovi, v němž dvouletý nepodmíněný trest nad členkami Pussy Riot označil za „pobuřující“ a postoj církve za „lživý a licoměrný“:
| „                       | Já, nesloužící klerik tambovské eparchie, diákon Sergej Baranov oficiálně vyhlašuji svůj úplný a bezpodmínečný rozchod s Ruskou pravoslavnou církví Moskevského patriarchátu a žádám, aby mne zbavila posvátné hodnosti (diákonátu). Zůstávám věřícím křesťanem, ale zůstat v jedné církvi s lháři, prospěcháři a pokrytci je pro mne z etického hlediska nepřijatelné... Kauza Pussy Riot ještě víc izolovala ruskou pravoslavnou církev od okolního světa, který i bez toho považuje Rusko za agresivní a nesvobodnou zemi. | “ |
| — Diákon Sergej Baranov | |   |

### Reakce církve a společnosti na protestní dopis
Kirill na jeho dopis nereagoval a církev dokonce tvrdila, že žádný diákon Baranov neexistuje.
Otevřený dopis způsobil širokou veřejnou odezvu jak v ruských, tak i zahraničních médiích.
Po několika dnech ale tambovská eparchie, v níž Baranov působil, svolala církevní soud. Ten po třech dnech jednání diákona zbavil svěcení, uvalil na něj klatbu a z církve ho vyobcoval. Baranovovi se nesmí dostat pravoslavné svátosti oltářní a křtu podle médií zbaven nebyl jen proto, že to církevní zákony neumožňují.
Většina ruských médií detailně popisovala historii událostí a jeho důslednou kritiku patriarchy a vysokých představitelů ruské pravoslavné církve.
Hlavní myšlenka protestních dopisů, rozhovorů a publikací jáhna Baranova spočívá zejména v tom, že existují skutečné problémy sekularizace Ruské pravoslavné církve Moskevského patriarchátu a klerikalizace ruské společnosti. Jeho články jsou ostrou kritikou propojení církve a státu, kritikou a obviněním hierarchů ruské pravoslavné církve ze lži, pokrytectví, mamonářství a spolupráce se sovětskou tajnou službou KGB.
| „                       | Už dávno jsem upozorňoval na všechny nespravedlnosti a nepravosti v církvi, od spolupráce s (tajnou policií) KGB, která dodnes pokračuje spoluprací s (tajnou službou) FSB. Ale to je problém jedinců. Větší potíž tkví v tom, že preláti diskreditují církev. Postoje vedení povedou až k jejímu rozpadu... Za hlavní problém považuje srůstání státu a církve. Někdejší komunistickou ideologii v současnosti střídá pravoslavná víra, protože i státu se hodí poslušnost jako nejvyšší hodnota. | “ |
| — Diákon Sergej Baranov | |   |

Jáhen Baranov je jedním z mála, kdo odvážně a otevřeně vyzývá hierarchy ruské pravoslavné církve, aby se káli za spolupráci s tajnou policií KGB.
Některá angažovaná a marginalizovaná média se pokusila vyvíjet tlak na názory čtenářů prostřednictvím zveřejnění nepravdivých informací, které poškozují reputaci jáhna Baranova, ale jejich lživost byla brzy odhalena díky aktivní práci nezávislých novinářů.

### Politická emigrace
Reportér listu Novaja Gazeta v článku Umlčet jáhna Baranova popsal, jak si po zveřejnění dopisu u duchovního podávali dveře nejvyšší představitelé oblasti, církve i příslušníci ruské tajné služby FSB.
Tlak úřadů na tehdy už bývalého duchovního údajně prudce zesílil poté, co Baranova pozvala Česká ambasáda v Moskvě osobně převzít dopis od ministra zahraničí Karla Schwarzenberga. „Sdílím váš názor, že soud škodí tvrdostí uděleného trestu za to, co je spíše přečinem, obrazu Ruska ve světě. Za vaši odvahu vám vyjadřuji hluboký respekt,“ napsal šéf české diplomacie Baranovovi. Dopis mu počátkem prosince předal tehdejší velvyslanec Petr Kolář.
Reakce úřadů na sebe nenechala čekat. „Ve vlaku, v němž jsem se přes noc vracel do Tambova, mě do kupé následovali dva policisté a byli tam, dokud jsem nevystoupil,“ popsal Baranov události po převzetí dopisu. Příslušníci ho prý po celou noc vyzývali k hovoru či k návštěvě jídelního vozu. Zároveň začaly pravidelné návštěvy příslušníků ruské tajné služby FSB, bývalých nadřízených i místních politiků. Všichni s dobře míněnou radou „mlčet a nemíchat se do politiky“. Zablokovaný facebookový účet, hlavní spojnice se stejně smýšlejícími lidmi, prolomené heslo na email a skype, nefunkční SIM karta.
Dva dny před Štědrým dnem někdejší jáhen dorazil do Prahy a podal žádost o udělení mezinárodní ochrany (azylu). To se mu kvůli vánočním svátkům podařilo až ve všedních dnech mezi nimi. Měsíc strávil v uzavřeném azylovém středisku v Zastávce u Brna.
České ministerstvo vnitra shledalo, že Baranov byl v Rusku pronásledován pro politické názory, a udělilo mu tzv. politický azyl.
V prosinci 2017 byl jáhen Baranov zvolen předsedou spolku Ruská duchovní mise v České republice.